# 최우선 (가수)
최우선(본명: 김성우, 1968년 10월 27일 ~ )은 대한민국의 가수이다.

## 학력
- 부산예술대학교 이벤트예술학과

## 음반
- 2008년 성공할거야

## 수상
- 제5회 부산대변가요제 대상 수상
- KBS 근로자가요제 동상 수상
- 1997년 제15회 난영가요제 동상 수상
- 2002년 제2회 MBC 부산가요제 은상 수상
- 2004년 제8회 박달가요제 대상 수상